# TFゾイド
TFゾイド（トランスファイターゾイド）は、玩具メーカータカラトミー（旧トミー）より発売されている『ゾイド』シリーズに登場する架空の兵器。

## 概要
『ゾイド』第一期シリーズ（1983～1990年）において玩具商品、およびその背景ストーリーにて登場した。
従来のゾイドシリーズにおけるキットのような動力は持たず、手動で変形させて他のゾイドの武装として合体できるという新機軸のシリーズで、全3種類が販売された。このシリーズにはゴムキャップが使用されておらず、スプリングを利用した発射機構を具えている。武器体形（ガンウォーク）に変形可能で、他のゾイドのパワーコネクターを介し強化装備として合体することもできるが、キット自体にはパワーコネクターとの連動ギミックはない。パワーコネクターを持たないゾイドに装着する際には付属のジョイントを使用する。
| TFゾイド一覧     | TFゾイド一覧 | TFゾイド一覧                                                                       |
| 名称             | 発売日       | 備考                                                                               |
| ---------------- | ------------ | ---------------------------------------------------------------------------------- |
| ショットイーグル | 1990年4月    | スプリングを利用し歯車形の円盤型爆弾（ディスクボンバー）を発射するギミックを持つ。 |
| ゴルゴランチャー | 1990年4月    | スプリングを利用しバーストミサイルを発射するギミックを持つ。                       |
| サンダーカノン   | 1990年7月    | スプリングを利用し大口径キャノン砲からBB弾を発射するギミックを持つ。               |

## 設定
バトルストーリーでは、第一期シリーズ（1983～1990年）にのみ登場。スーパーウェポンを内蔵したヘリック共和国軍の小型戦闘機械獣と設定されている。ガイロス帝国軍（暗黒軍）に囚われたゼネバス帝国皇帝救出作戦のため最前線に配備された。編成されたTF特殊攻撃部隊はRPZ-18 オルディオスと連携し作戦を遂行した。動物の姿をしたメカ体形では、機動性を生かした攻撃を得意とする。武器体形（ガンウォーク）に変形することでスーパーウェポンを発射可能となる。さらには他のゾイドのパワーコネクターを介し強化装備として合体することもできる。
小型ゾイドが持つ装備の脆弱さを補うため、他のゾイドとの連携によって出力不足を補う構想を転化し開発された大型火器としても運用可能な小型ゾイドであったが、性能こそ高いものの機構の複雑さと機体サイズの大型化、実戦投入が大戦末期であったことから普及することなく終わった。しかしながら鉄竜騎兵団（）によってTFゾイドのコンセプトは後に一部のSSゾイドに再構築されるプランも存在したという。

## 機体解説

### ショットイーグル
| ショットイーグル | ショットイーグル                                                           |
| ---------------- | -------------------------------------------------------------------------- |
| 番号             | 01                                                                         |
| 所属             | ヘリック共和国                                                             |
| 分類             | イーグル型                                                                 |
| 全長             | 11.5m                                                                      |
| 全高             | 7.3m                                                                       |
| 全幅             | 8.3m                                                                       |
| 重量             | 16t                                                                        |
| 最高速度         | M3.7                                                                       |
| 乗員人数         | 1名                                                                        |
| 武装 装備        | ニードルガン 三連装ビームライフル×2 パルスガン×2 速射砲 ディスクボンバー砲 |

TFゾイドの一号機。ベースとなった野生体は中央大陸の鳥族が古くから家畜として利用してきたもの。メカ体形では空中からの急降下爆撃を行う。主翼を折りたたみ、機体を反転させ尾翼を前方に向けガンウォークタイプに変形するとディスクボンバー砲を発射可能となる。操縦者は機体腹部に搭乗する。
作中の活躍
オルディオスやゴッドカイザーが暗黒軍基地に潜入した際のストーリーで登場。デビルコングによって窮地に立たされた二機を救うべく、ゴルゴランチャーとともに出撃。二体がかりの集中砲火で門番のデッドボーダーを撃破すると、ゴッドカイザーに合体（同時に突入したゴルゴランチャーは、オルディオスと合体した）。二体がかりの集中砲火でデビルコングを撃破した。
別のストーリーでは、偵察していたところをデスタンクと遭遇し撤退、その先の沼地で潜伏していたゴルゴランチャーやゴッドカイザーらとともに集中砲火を与えて撃破した。

### ゴルゴランチャー
| ゴルゴランチャー | ゴルゴランチャー                                     |
| ---------------- | ---------------------------------------------------- |
| 番号             | 02                                                   |
| 所属             | ヘリック共和国。                                     |
| 分類             | ゴルゴザウルス型                                     |
| 全長             | 10.6m                                                |
| 全高             | 5.5m                                                 |
| 全幅             | 4.2m                                                 |
| 重量             | 19t                                                  |
| 最高速度         | 110km/h                                              |
| 乗員人数         | 1名                                                  |
| 武装 装備        | ビームバルカン×2 レーダースキャナー バーストミサイル |

TFゾイド2号機。メカ体形ではレーダースキャナーで敵のレーダーを回避しながら突進する。ガンウォークタイプへ変形すると尾部先端のバーストミサイルを発射可能となる。操縦者は機体背部に搭乗する。

### サンダーカノン
| サンダーカノン | サンダーカノン                                                               |
| -------------- | ---------------------------------------------------------------------------- |
| 番号           | 03                                                                           |
| 所属           | ヘリック共和国                                                               |
| 分類           | トリケラトプス型                                                             |
| 全長           | 11.5m                                                                        |
| 全高           | 3.6m                                                                         |
| 全幅           | 3.7m                                                                         |
| 重量           | 18t                                                                          |
| 最高速度       | 60km/h                                                                       |
| 乗員人数       | 1名                                                                          |
| 武装 装備      | 大口径キャノン砲×2 レーザーシールド 頭部機銃 全天候3Dレーダー ジェット噴射口 |

ヘリック共和国軍がガイロス帝国帝都に到達したころに配備されたTFゾイド3号機。TFゾイドの中では最も高い攻撃性能を持つ。頭部を展開して二門の砲を左右に開きガンウォークタイプへ変形する。操縦者は機体背部に搭乗する。